# Слободянський Михайло Григорович
Михайло Григорович Слободянський (нар. 23 липня [5 серпня] 1912, Махнівка, Бердичівський повіт, Київська губернія, Російська імперія (нині - Вінницької області) — пом. 3 серпня 1988, Москва) — радянський учений-механік та математик, педагог вищої школи, доктор фізико-математичних наук, професор.

## Біографія
Народився 5 січня 1912 року в селі Махнівка (з 1935 по 2016 роки носило назву Комсомольське) Бердичівського повіту Київської губернії (нині село входить до Козятинського району Вінницької області).
Після закінчення середньої школи в 1932 році вступив на механіко-математичний факультет Московського державного університету, який закінчив за 4 роки в 1936 році. У 1938 році захистив кандидатську, в 1940 році — докторську дисертацію.
У 1940 році у 28-річному віці очолив кафедру теоретичної механіки Московського енергетичного інституту, якою керував до 1974 року.
Під керівництвом Михайла Слободянського при кафедрі була організована навчальна майстерня, встановлена мала ЕОМ, а також створена спеціальна установка, на якій були виконані експериментальні дослідження першої вітчизняної конструкції бескривошипного аксіально-поршневого компресора КБЛ-5; отримані результати лягли в основу створення промислових зразків багатоступеневих компресорів з тиском нагнітання 10, 20 і 40 МПа. При кафедрі протягом багатьох років діяли методичні семінари для підготовки молодих викладачів Москви до проведення практичних занять і читання лекцій з теоретичної і технічної механіки; багато випускників мехмату на той час проходили педагогічну практику «у Слободянського в МЕІ на „Термесі“».
Михайло Слободянський був незмінним науковим керівником аспірантури на кафедрі теоретичної механіки, і під його керівництвом багато молодих викладачів кафедри (А. М. Александров, Н. Б. Єрофєєва, В. В. Подалков, Ш. Х. Тубеєв, В. Ф. Устинов, Я. Я. Хотин) захистили свої кандидатські дисертації.
Після того, як Михайлові Слободянському довелося за станом здоров'я залишити керівництво кафедрою теоретичної механіки. Він ще багато років продовжував працювати на кафедрі на посаді професора-консультанта.
Помер 3 серпня 1988 року в Москві.

## Наукова та педагогічна діяльність
До кола наукових інтересів Михайла Слободянського входили теорія пружності, прикладна математика, математична фізика, методика викладання теоретичної механіки.
У 1939 році Михайло Слободянський розробив новий наближений метод розв'язання крайових задач для рівнянь з частинними похідними еліптичного типу — метод прямих. Варіант цього методу, запропонований Слободянським, передбачає в двовимірних крайових задачах наближену заміну похідних по одній зі змінних їх різницевими аналогами, що дозволяє звести вихідну задачу до відповідної задачі для системи звичайних диференціальних рівнянь. Слободянський застосував цей підхід, зокрема, до бігармонічної функції і рівняння Пуассона (причому в разі рівняння Пуассона він зумів отримати кінцеве рівняння для характеристичного визначника і знайти загальні вирази для невідомих функцій); крім того, він досліджував похибку методу прямих і намітив порядок його застосування до просторових завдань. Пізніше метод прямих (застосовувався і до інших типів рівнянь в конкретних похідних) розвивався переважно як суто чисельний метод, який з розвитком засобів обчислювальної техніки отримав досить широку область програми.
Михайлом Слободянським досліджувалася поведінка деяких полігональних профілів при крученні, причому для обчислення дотичних напружень і для дослідження концентрації таких напруг у вхідних кутах даних профілів він використовував метод скінченних різниць. У ході даного дослідження він розробив метод для чисельного знаходження похідної від рішення крайової задачі для рівняння еліптичного типу, що використовує функцію Гріна (метод зводиться до обчислення сіткового аналога похідної функції Гріна та подальшому інтегруванню — по розглянутій області — результати цього аналога на праву частину рівняння).
Багато працював Михайло Слободянський в області отримання двосторонніх оцінок рішень рівнянь з Ермітівими операторами (як всередині, так і на кордоні областей). Ключові результати, що відносяться до даної тематики, були викладені ним у двох статтях, опублікованих у 1952 році, хоча і пізніше він не раз повертався до даної тематики.
До цієї тематики тісно примикають задачі про отримання двосторонніх оцінок не для самих рішень згаданих рівнянь, а для пов'язаних з цими рішеннями лінійних функціоналів. У 1953 році Михайло Слободянський запропонував простий і витончений метод розв'язків таких задач. У тому ж році він запропонував також ефективний прийом отримання оцінки знизу для функціоналу енергії в задачах з Ермітівими операторами, пізніше названий прийомом Слободянського.
Разом з Л. М. Тер-Мкртчяном Михайло Слободянський зробив важливе доповнення до класичного результату про можливість представити загального рішення рівняння теорії пружності в просторовому випадку у вигляді лінійної комбінації чотирьох гармонійних функцій дійсних змінних та їх похідних (представлення Папковича — Нейбера): було показано, що з цих функцій істотно незалежних — тільки три, оскільки можна, не порушуючи спільності, одну з них визнати, яка тотожно дорівнює нулю (якщо тільки коефіцієнт Пуассона {\displaystyle \nu } не дорівнює {\displaystyle 0,25}). При цьому Михайло Слободянський в 1954 році довів також, що як для однозв'язної кінцевої області, так і для нескінченної області, зовнішньою по відношенню до замкнутої поверхні, обмеження {\displaystyle \nu \neq 0,25} можна відкинути.
Михайло Слободянський також здійснив значний вклад у розроблення методики викладання теоретичної механіки в технічних вузах. У курсі лекцій з теоретичної механіки, який читав Слободянський, було чимало цікавих методичних знахідок. Наприклад, у розділі «Статика твердого тіла» він зумів домогтися компактного (і разом з тим строгого) викладення матеріалу за допомогою відмови від попереднього викладу теорії пар сил. Замість цього він вважав вихідним пунктом теорему про приведення системи сил до двох сил, на яку істотно спирався і при доведенні теореми про приведення системи сил до сили і пари сил, і при виведенні умов рівноваги системи сил (вивід основних властивостей пар сил слідував у курсі пізніше і був зовсім нескладним).

## Родина
Дружина — Олена Василівна Слободянська.
Син — Борис Михайлович Слободянський, кандидат технічних наук (1973); багато років пропрацював в Обчислювальному центрі МЕІ.